# Пакиме
Пакиме (исп. Paquimé) — археологический памятник на месте древнего индейского поселения доиспанского периода. Находится примерно в 350 км к северо-востоку от города Чиуауа, столицы мексиканского штата Чиуауа, и в полукилометре от посёлка Касас-Грандес. Признана археологической зоной Всемирного наследия ЮНЕСКО в 1998 году.

## Характеристика
По мнению различных археологов, данный памятник представляет собой либо самостоятельную культуру Пакиме, связанную с современными индейцами пуэбло, либо относится к уже известной археологической культуре Могольон. Население бывшего города составляло около 3500 человек. Этническая и языковая принадлежность остаются спорными ввиду разнородности современных пуэбло.
Известными памятниками Пакиме являются глинобитные сооружения, а также ворота в виде буквы «T». Археологи пока исследовали лишь небольшую часть древнего селения. Здания в нём обладают чертами, характерными для культур Оазисамерики.

## Культура Пакиме
Культура Пакиме возникла около 700 года. В это время в регионе появляется сельское хозяйство, начинается сооружение небольших глинобитных полуподземных домов на берегах реки Пьедрас-Вердес, Сан-Педро и Сан-Мигель, впадающих в реку Касас-Грандес.
Чарльз Ди Песо, археолог, исследовавший зону Пакиме, предложил такую хронологическую классификацию.
1. Докерамический горизонт, начало — неопределённое, завершился около I—II веков.
2. Период керамики без украшений, завершился около VIII века.
3. Старый период, завершился около XI века, подразделяется на фазы Конвенто (Convento), Пилон (Pilón) и Перрос-Бравос (Perros Bravos).
4. Средний период, завершился в конце XIV века, подразделяется на фазы Буэна-Фе (Buena Fe), Пакиме (Paquimé) и Дьябло (Diablo).
5. Поздний период, 1340—1660, подразделяется на фазу Роблес (Robles) и фазу первого контакта с испанцами.
6. Испанский колониальный период, 1660—1821.

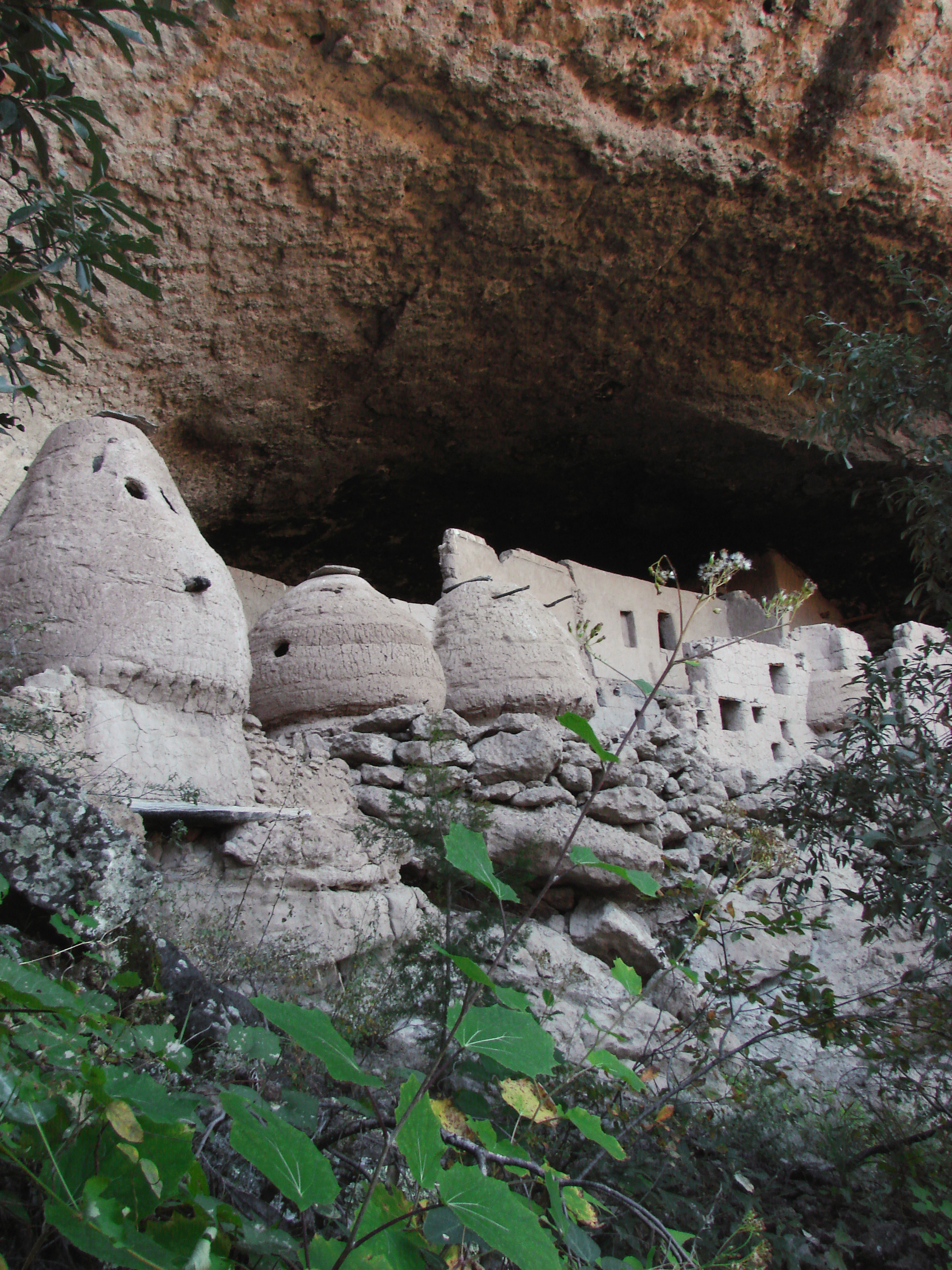
Пещера de las Jarillas

После того как жилища культуры Пакиме были покинуты, их заняли кочевые племена.
В 1562 году испанский путешественник Франсиско де Ибарра сообщил, что посещал ранее не исследованные районы, в которых встретил хорошо одетых аборигенов, проживавших в глинобитных домах. Они занимались сельским хозяйством и пользовались оросительными каналами. В 1566 году он вновь вернулся в те места и дошёл до Пакиме, где проживал народ «сумас», который не занимался сельским хозяйством и жил собирательством плодов и корней.

## Керамика
Традиции керамики из Пакиме развиваются в современной, всемирно известной керамике из Мата-Ортис.

Индейская керамика из Пакиме
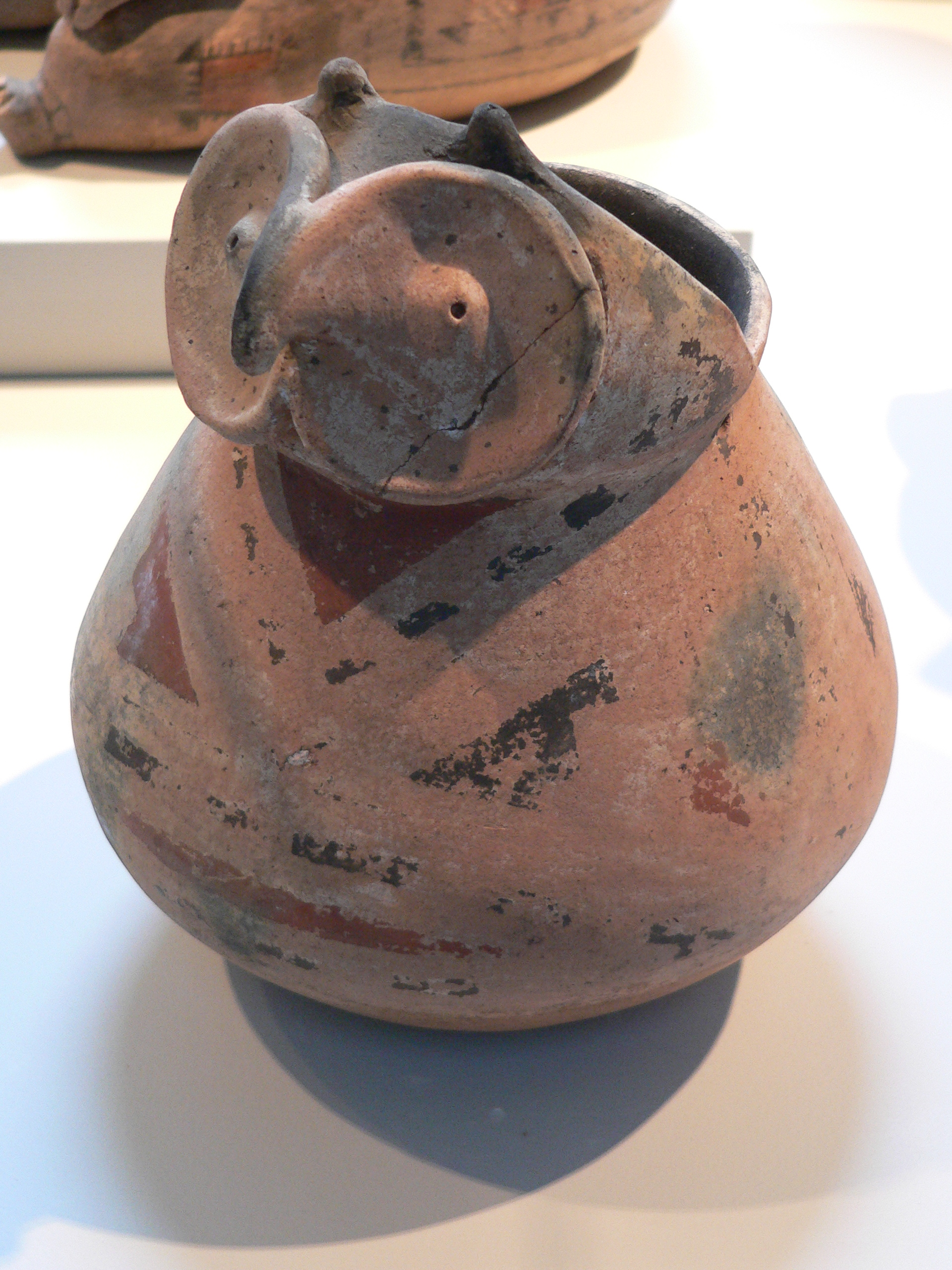
Сосуд в виде совы, культура Касас-Грандес. Коллекция Стэнфордского музея, США
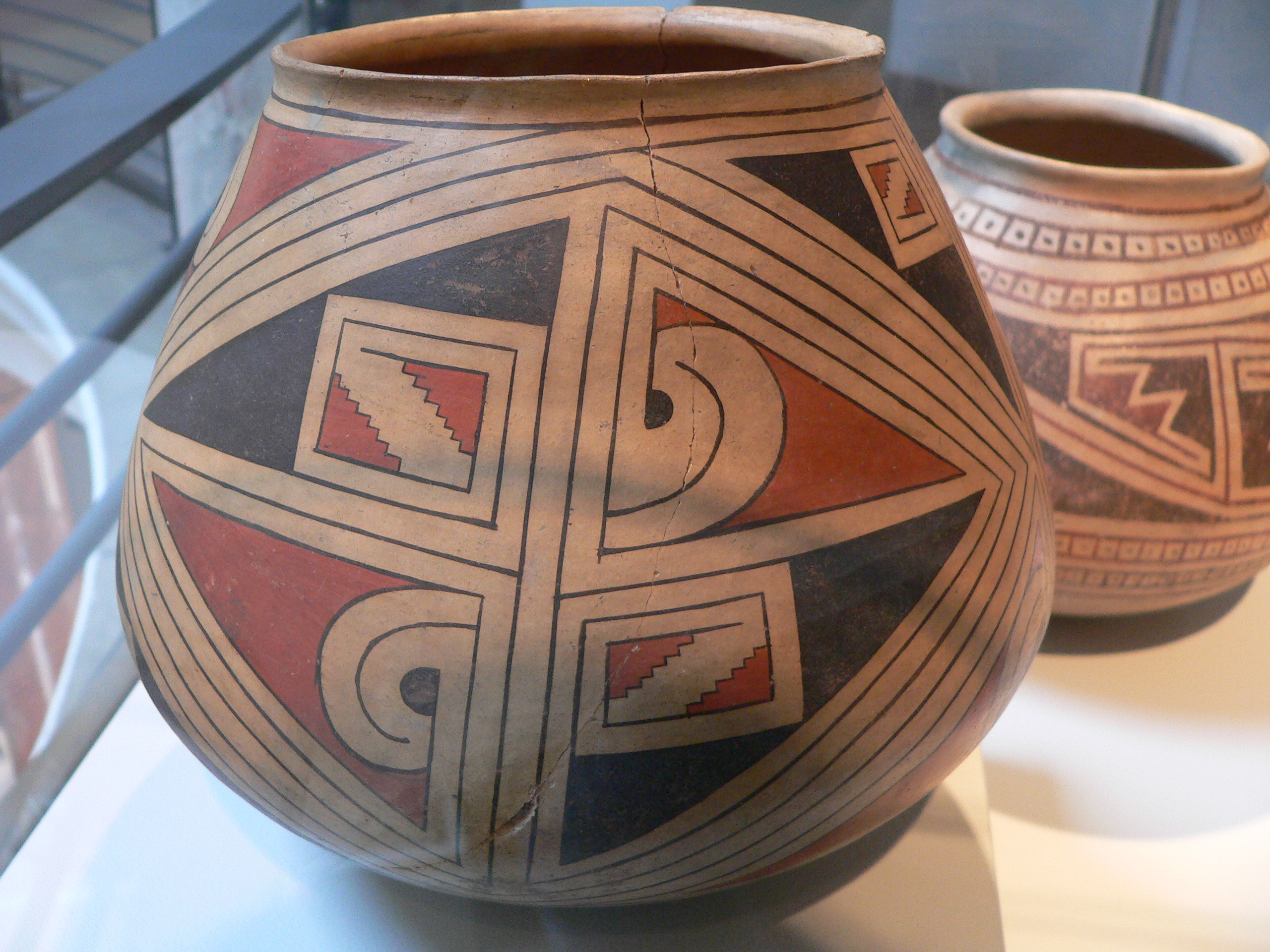
Котёл. Коллекция Стэнфордского музея, США
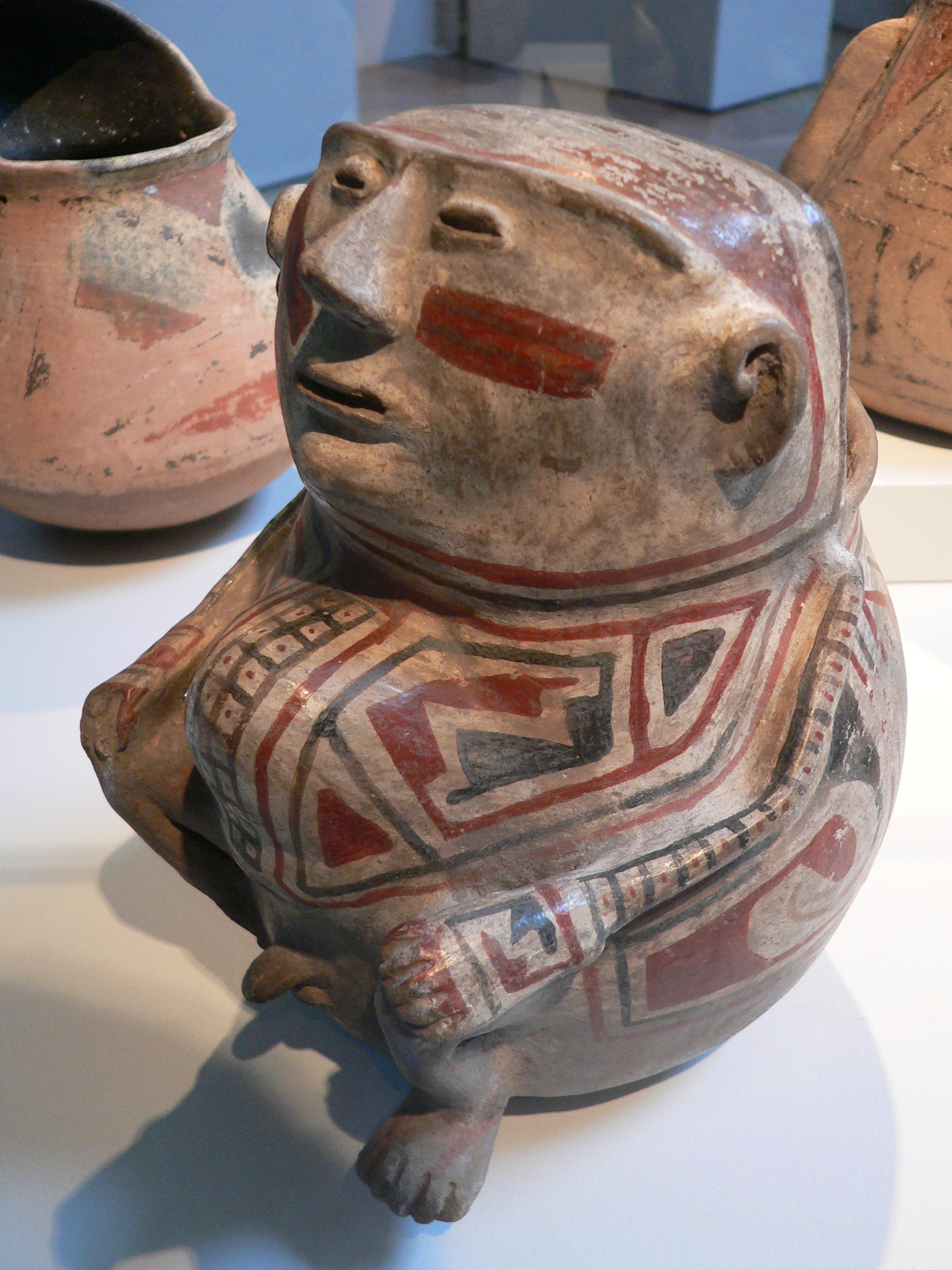
Котёл человекообразной формы. Коллекция Стэнфордского музея, США
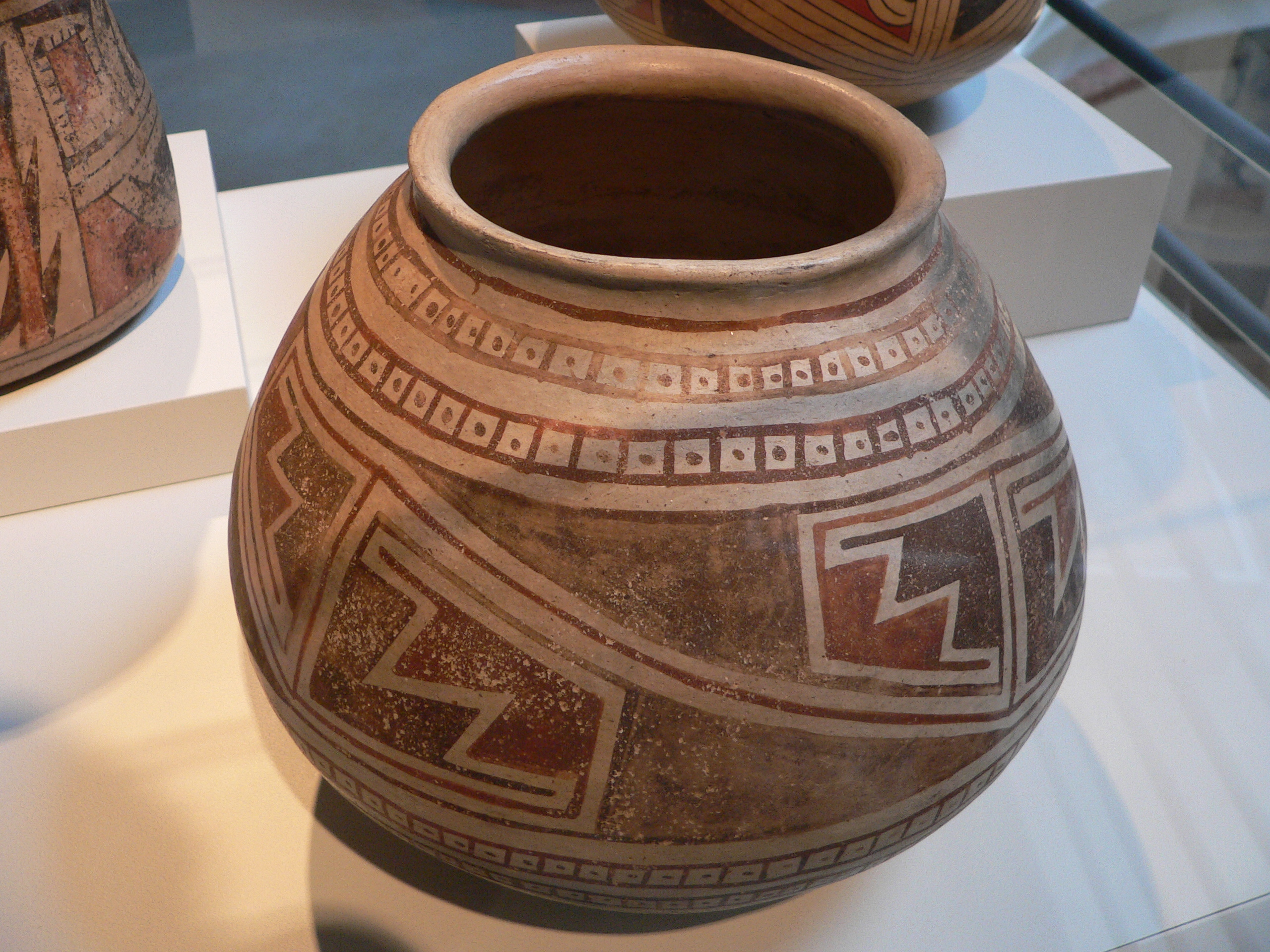
Котёл. Коллекция Стэнфордского музея, США